# Хорхе Кампос
Хо́рхе Ка́мпос Наваре́те (ісп. Jorge Campos Navarrete; *15 жовтня 1966, Акапулько, Мексика) — колишній мексиканський футболіст, воротар.
Вважається одним з найвидатніших футболістів Мексики всіх часів. Провів 130 матчів за національну збірну Мексики та брав участь у трьох чемпіонатах світу у її складі. Кампос відрізнявся незвичайною манерою гри — постійно грав за межами штрафного майданчика, робив акробатичні стрибки і витягував складні м'ячі, маючи невеликий як для голкіпера зріст — 168 сантиметрів. Неодноразово виступав у товариських матчах за різноманітні команди світових зірок.
Крім того, на клубному рівні Кампос часто грав у нападі — починав матч голкіпером, а потім переходив в лінію атаки. За кар'єру він забив 35 голів. У більшості матчів Кампос виступав в яскравій формі власного дизайну.

## Титули і досягнення
- Переможець Золотого кубка КОНКАКАФ: 1993, 1996
- Переможець Кубка конфедерацій: 1999
- Срібний призер Кубка Америки: 1993
- Бронзовий призер Кубка Америки: 1999